# Holstinghausen Holsten
Holstinghausen Holsten, właściwie von Holstinghausen, genannt Holsten – żyjący do dziś, polsko-niemiecki ród szlachecki pochodzący z hrabstwa Mark w Westfalii, którego przedstawiciele osiedli w 1423 w Inflantach (Liwonia), a następnie w 1650 osiedlili się w Kurlandii. Służyli od XVII w. jako oficerowie zawodowi w wojsku litewskim i niderlandzkim. Indygenat polski w 1775 z racji zasług wojskowych dla Rzeczypospolitej (Volumina Legum, t. VIII, s. 172-173). Rodzina częściowo osiadła na Litwie w pow. poniewieskim i spolonizowana od początku XIX w.

## Herb
W polu srebrnym na zielonej polanie pół brązowego jelenia wyskakującego z jodłowego lasu. Nad hełmem  z labrami zielono-srebrnymi pomiędzy srebrnymi skrzydłami takaż brązowa połowa jelenia. Brak korony baronowskiej nie oznacza, że nie może być ona używana.

## Legitymacje szlacheckie i tytuł baronowski
W okresie porozbiorowym rodzina wylegitymowana ze szlachectwa i wpisana do ksiąg szlacheckich guberni kowieńskiej w 1798 oraz w latach 1840-1854. Wpisanie do matrykułu szlachty kurlandzkiej (Ritterbank) 10 maja 1841. Rosyjskie uznanie tytułu baronowskiego orzeczeniami Senatu z 10 czerwca 1853 i 28 lutego 1862.

## Baronowie von Holstinghausen Holsten
Tytuł wzmiankowany urzędowo w 1822; formalnie od 1853 i 1862.
- Chrystian Adrian von Holstinghausen Holsten (1715-1795), pułkownik wojsk Wielkiego Księstwa Litewskiego i starosta szatrowski.
- Karol Jakub von Holstinghausen Holsten (1794-1852), właściciel ziemski w powiecie poniewieskim.
- Adrian Konstanty von Holstinghausen Holsten (1790-1861), urzędnik ministerialny.
- Józef Aleksander von Holstinghausen Holsten (1829-1908), właściciel ziemski w powiecie jezioroskim i poniewieskim.
- Edward Aleksander von Holstinghausen Holsten (1865-1927), właściciel ziemski w powiecie poniewieskim.
- Karol Ignacy von Holstinghausen Holsten (1837-1904), właściciel ziemski w powiecie poniewieskim.
- Andrzej von Holstinghausen Holsten (1876-1930), były właściciel dóbr na Litwie Kowieńskiej i przedsiębiorca.
- Jerzy von Holstinghausen Holsten (1912-1942), przedsiębiorca, zginął w obozie koncentracyjnym w Oświęcimiu.

## Koligacje
Baronowie Holstinghausen Holsten są skoligaceni m.in. z następującymi rodami: Montwid-Białłozor h. Pomian, Bochwic h. Radwan, Buttlar v., Komar h. własnego, Komorowski h. Korczak (hrabiowie), Kościałkowski h. Syrokomla, Kuszelewski h. Prawdzic, Orda h. własnego, Podhorski h. Brodzic (kniaziowie), Ropp v. der (baronowie i szlachta), Schilling v., Dowmont-Siesicki h. Bawola Głowa i Tiesenhausen v.

## Posiadłości rodu na Litwie XVIII w. – 1945
Oposzcza, powiecie jezioroskim, Bitniszki, Błękitne Pomusze, Łukiany, Podgajcze, Montagaliszki w powiecie poniewieskim.